# 欧弗兰帕克犹太社区枪击案
欧弗兰帕克猶太社區槍擊案'发生于2014年4月13日，73歲槍手克羅斯在美國堪薩斯州歐弗蘭帕克「大堪薩斯市猶太社區中心」外的停車場，開槍射殺兩名男子，其中一人當場死亡，另一人送醫不治。隨後他繼續驅車前往1.6公里外的「平安村」（Village Shalom）安老社區，射殺另一名婦人。